# Histoire du Manitoba
L'histoire du Manitoba couvre la période depuis l'arrivée des paléoaméricains durant la dernière ère glaciaire jusqu'à ce jour. Lorsque les européens arrivent, ils développent le commerce de fourrure avec les Premières Nations.

## Préhistoire

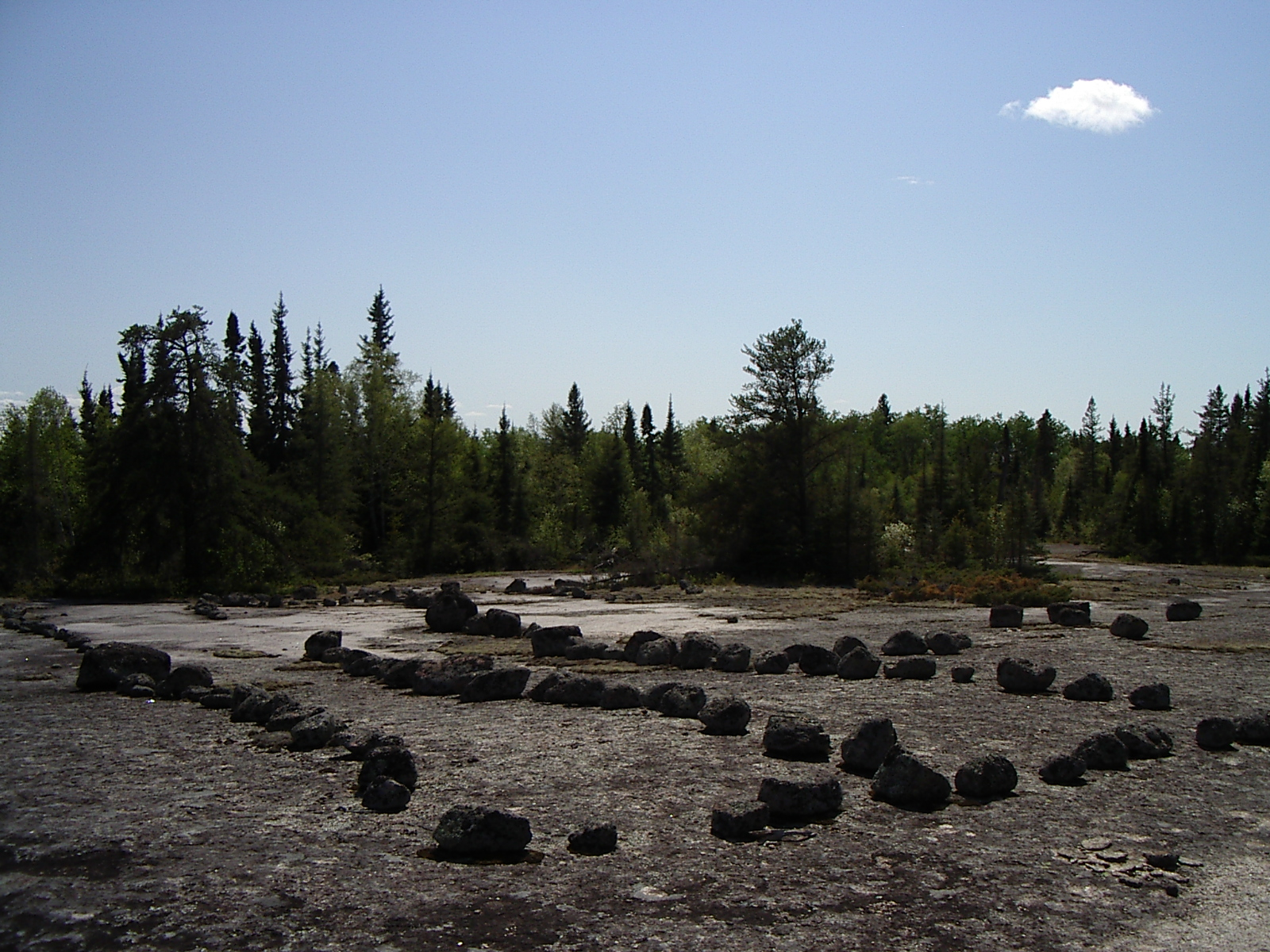
Pétroformes dans le Parc provincial du Whiteshell.

L'espace géographique qu'occupe actuellement le Manitoba était habité dès que les glaciers de la dernière ère glaciaire se sont retirés vers le sud-ouest. La première région qui aurait été habitée serait Turtle Mountain, où on a retrouvé plusieurs dessins des hommes de l'époque. Les premiers humains au sud du Manitoba ont laissé de la poterie, des flèches de fer, des dessins, des os de poissons et d'animaux. Des signes qui pourraient nous faire croire qu'il y aurait eu de l'agriculture ont été retrouvés sur le long de la Red River près de Lockport.  
Plus tard se sont installés des groupes d'aborigènes plus récents comme les Ojibwa, les Cree, les Dene, les Sioux, les Mandan, les peuples Assiniboine, avec d'autres tribus qui sont entrées dans la région pour marchander. Il y avait beaucoup de routes qui faisaient partie d'un plus large réseau de commerce autant sur la terre que sur l'eau. Dans la région de Whiteshell Provincial Park et de la rivière Winnipeg on a retrouvé beaucoup de dessins sur pierre des amérindiens ce qui porte à croire que cet endroit aurait été un centre commercial ou même un endroit où apprendre et partager le savoir pendant plus de 1000 ans. Les coquilles du Cypraeida et le cuivre ont probablement été marchandés dans un réseau encore plus grand de commerce qui s'étendrait aussi loin qu'aux peuples  près du Mississippi et au Nouveau-Mexique et même sur l'océan[réf. nécessaire]. 

## XVIIe siècle
En 1611, Henry Hudson fut un des premiers européens à naviguer dans ce qu'on appellera plus tard la baie d'Hudson. Le Nonsuch est le premier bateau à avoir navigué dans la baie d'Hudson en 1668-1669, ce qui a mené à la création de la Compagnie de la Baie d'Hudson. On a octroyé à la Compagnie de la Baie d'Hudson les droits de possession de la fourrure dans tout le réseau hydrographique de la baie d'Hudson (qui couvre maintenant les actuels Alberta, Saskatchewan, Manitoba, Ontario, Minnesota, le Dakota du Nord, et plus encore. Ce réseau hydrographique a été baptisé Terre de Rupert à la suite de la contribution du prince Rupert lors de la formation de la compagnie de la baie d'Hudson.  
D'autres marchands et explorateurs provenant des petites îles britanniques ont ensuite navigué dans la baie d'Hudson et plusieurs rivières du nord du Manitoba. Le premier européen à avoir mis pied à terre au Manitoba (central) actuel fut Sir Thomas Button, qui a voyagé le long de la rivière Nelson et du Lac Winnipeg en 1612. Il a probablement rejoint également la région des prairies, puisque dans son voyage il a rapporté avoir vu un bison. Pour ce qui est des explorateurs français, Pierre Gaulthier de Varennes et Sieur de la Vérendrye ont visité la vallée de la rivière Rouge dans les années 1730.  
Plusieurs autres Français et Métis viendront de l'est et du sud par la rivière Winnipeg et la rivière Rouge. Une population assez importante de canadiens français (les franco-manitobains) habite encore au Manitoba. Ils habitent en plus grande concentration dans le district de Saint-Boniface à l'est de Winnipeg. Plusieurs postes de traite de fourrures furent bâtis par la compagnie du Nord-Ouest et la compagnie de la baie d'Hudson près des rivières et des lacs. Il y avait beaucoup de compétition entre ces compagnies, surtout au sud[réf. nécessaire]. 
Il y a quelques possibilités de source pour le nom "Manitoba". La première serait les mots assiniboines "mini" et "tobow" qui veulent dire "Lac de la prairie". L'autre qui est le plus susceptible d'être la source est le mot Cree "maniotwapow" qui vient du mot "Manitou". 

## Période moderne
Le territoire du Manitoba a été gagné par le royaume de Grande-Bretagne en 1763 lors de la guerre avec les Français. Ce territoire était une partie de la Terre de Rupert, l'immense terrain de traite monopolistique de fourrure détenu par la compagnie de la baie d'Hudson. Celui-ci comptait tous les territoires du réseau hydrographique relié à la baie d'Hudson. La plupart des rivières du Manitoba coulent vers le nord, plutôt que vers le sud et l'est comme ce que les gens pensent en général, et se jettent dans la baie d'Hudson. Les archives de la baie d'Hudson (Hudson Bay Archives) sont situés à Winnipeg, au Manitoba. Ils préservent l'histoire de l'ère de la traite de fourrures qui a eu lieu près de la plupart des rivières qui passent dans la terre de Rupert.